# 7887 Bratfest
7887 Bratfest este un asteroid din centura principală de asteroizi.

## Descriere
7887 Bratfest este un asteroid din centura principală de asteroizi. A fost descoperit pe 18 septembrie 1993 la Catalina Station de Carl W. Hergenrother. El prezintă o orbită caracterizată de o semiaxă mare de 2,58 ua, o excentricitate de 0,10 și o înclinație de 13,7° în raport cu ecliptica.